# Tenarunga
Tenarunga (alter Name: Minto Island) ist ein unbewohntes Atoll des Tuamotu-Archipels in Französisch-Polynesien. Es gehört geographisch zu den Actéon-Inseln und administrativ zur Gemeinde Gambier. Das Atoll liegt 15 km nordwestlich von Matureivavao und 6 km östlich von Vahanga. Die 5 km große Lagune der Insel hat keinen Zugang zum Meer.
Tenarunga wurde am 5. Februar 1605 vom portugiesischen Seefahrer Pedro Fernández de Quirós entdeckt.